# Campeonato Europeu de Futebol de 1988
O Campeonato Europeu de Futebol de 1988 foi a 8.ª edição do Campeonato Europeu de seleções masculinas de futebol organizado pela UEFA.
O torneio final decorreu entre 10 de junho e 25 de junho. Foi a última Eurocopa onde figuraram as seleções da Alemanha Ocidental (que se reunificaria com a Seleção Alemã-Oriental) e da URSS.

## Fase de qualificação
As 32 seleções pertencentes à UEFA foram divididas em 7 grupos. Para a fase final do torneio qualificaram-se as vencedoras de cada um dos grupo. A Alemanha Ocidental qualificou-se automaticamente como anfitriã.

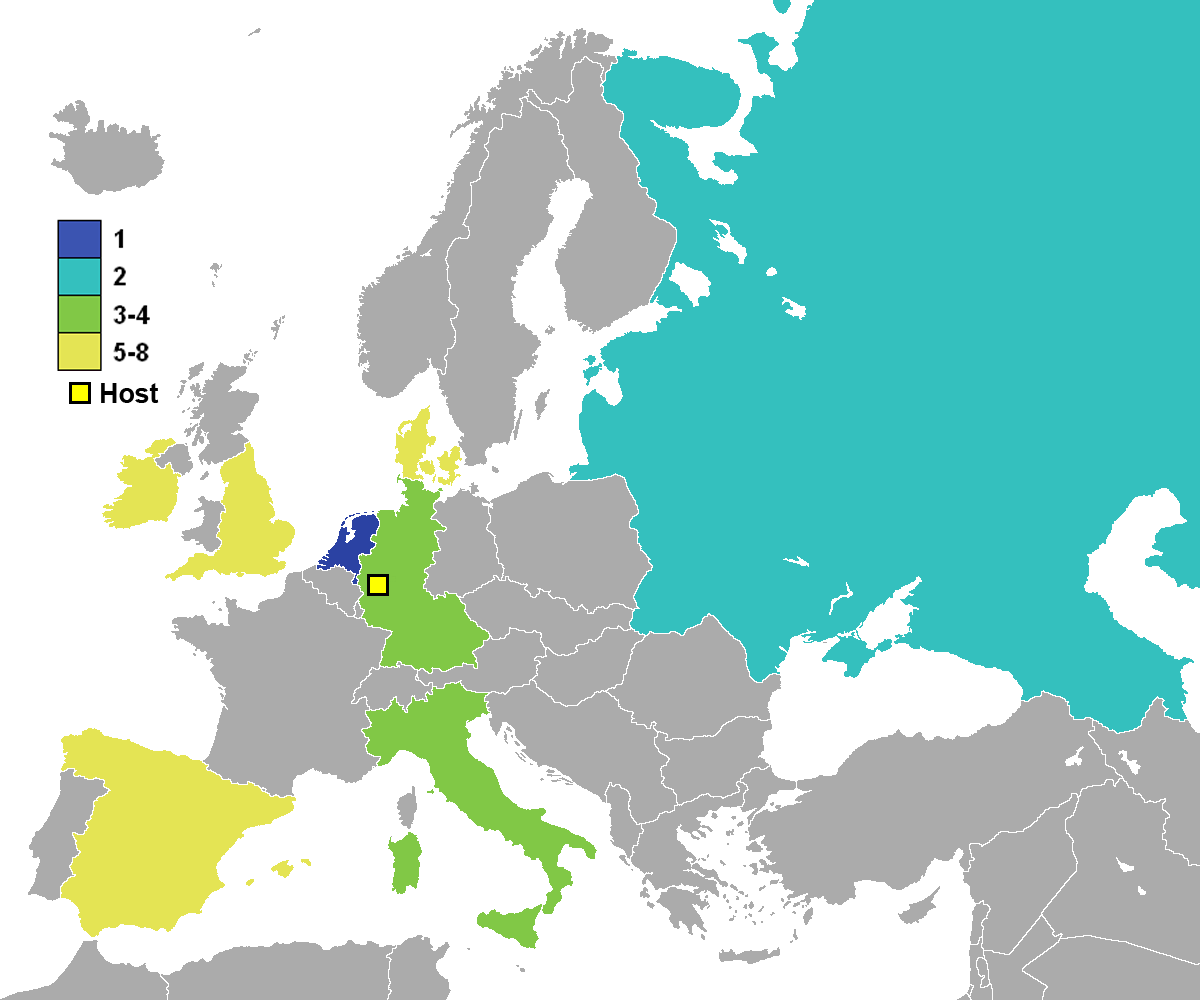
Euro 1988 - finalistas

Anfitriã
- Alemanha Ocidental

Qualificados
- Dinamarca
- Inglaterra
- Itália
- Países Baixos
- Irlanda (1ª participação)
- Espanha
- União Soviética

## Estádios
| \| Hamburgo Hanôver Gelsenkirchen Düsseldorf Colônia Frankfurt am Main Estugarda Munique \| | \| Hamburgo Hanôver Gelsenkirchen Düsseldorf Colônia Frankfurt am Main Estugarda Munique \| | Munique                     | Gelsenkirchen         |
| \| Hamburgo Hanôver Gelsenkirchen Düsseldorf Colônia Frankfurt am Main Estugarda Munique \| | \| Hamburgo Hanôver Gelsenkirchen Düsseldorf Colônia Frankfurt am Main Estugarda Munique \| | Estádio Olímpico de Munique | Parkstadion           |
| \| Hamburgo Hanôver Gelsenkirchen Düsseldorf Colônia Frankfurt am Main Estugarda Munique \| | \| Hamburgo Hanôver Gelsenkirchen Düsseldorf Colônia Frankfurt am Main Estugarda Munique \| | Capacidade: 69.256          | Capacidade: 70.748    |
| \| Hamburgo Hanôver Gelsenkirchen Düsseldorf Colônia Frankfurt am Main Estugarda Munique \| | \| Hamburgo Hanôver Gelsenkirchen Düsseldorf Colônia Frankfurt am Main Estugarda Munique \| |                             |                       |
| \| Hamburgo Hanôver Gelsenkirchen Düsseldorf Colônia Frankfurt am Main Estugarda Munique \| | \| Hamburgo Hanôver Gelsenkirchen Düsseldorf Colônia Frankfurt am Main Estugarda Munique \| | Hamburgo                    | Frankfurt am Main     |
| \| Hamburgo Hanôver Gelsenkirchen Düsseldorf Colônia Frankfurt am Main Estugarda Munique \| | \| Hamburgo Hanôver Gelsenkirchen Düsseldorf Colônia Frankfurt am Main Estugarda Munique \| | Volksparkstadion            | Waldstadion           |
| \| Hamburgo Hanôver Gelsenkirchen Düsseldorf Colônia Frankfurt am Main Estugarda Munique \| | \| Hamburgo Hanôver Gelsenkirchen Düsseldorf Colônia Frankfurt am Main Estugarda Munique \| | Capacidade: 61.330          | Capacidade: 61.056    |
| \| Hamburgo Hanôver Gelsenkirchen Düsseldorf Colônia Frankfurt am Main Estugarda Munique \| | \| Hamburgo Hanôver Gelsenkirchen Düsseldorf Colônia Frankfurt am Main Estugarda Munique \| |                             |                       |
| Düsseldorf                                                                                  | Hanôver                                                                                     | Estugarda                   | Colônia               |
| Rheinstadion                                                                                | Niedersachsenstadion                                                                        | Neckarstadion               | Müngersdorfer Stadion |
| Capacidade: 68.400                                                                          | Capacidade: 60.366                                                                          | Capacidade: 70.705          | Capacidade: 60.584    |
|                                                                                             |                                                                                             |                             |                       |
| Hamburgo Hanôver Gelsenkirchen Düsseldorf Colônia Frankfurt am Main Estugarda Munique       |                                                                                             |                             |                       |

## Fase de grupos
|  | Equipes classificadas à fase final |
|  | Equipes eliminadas                 |

### Grupo A
| Pos. | Seleção            | Pts | J | V | E | D | GP | GC | SG |
| ---- | ------------------ | --- | - | - | - | - | -- | -- | -- |
| 1    | Alemanha Ocidental | 5   | 3 | 2 | 1 | 0 | 5  | 1  | +4 |
| 2    | Itália             | 5   | 3 | 2 | 1 | 0 | 4  | 1  | +3 |
| 3    | Espanha            | 2   | 3 | 1 | 0 | 2 | 3  | 5  | −2 |
| 4    | Dinamarca          | 0   | 3 | 0 | 0 | 3 | 2  | 7  | −5 |

| 10 de junho | Alemanha Ocidental | 1 – 1     | Itália      | Rheinstadion, Dusseldorf                   |
| 20:15       | Brehme 55'         | Relatório | Mancini 52' | Público: 62 552 Árbitro: ENG Keith Hackett |

| 11 de junho | Dinamarca                    | 2 – 3     | Espanha                                   | Hannover Arena, Hanover                 |
| 15:30       | M. Laudrup 24' · Povlsen 82' | Relatório | Míchel 5' · Butragueño 52' · Gordillo 66' | Público: 60 366 Árbitro: NED Bep Thomas |

| 14 de junho | Alemanha Ocidental       | 2 – 0     | Dinamarca | Parkstadion, Gelsenkirchen                 |
| 17:15       | Klinsmann 10' · Thon 85' | Relatório |           | Público: 64 812 Árbitro: SCO Bob Valentine |

| 14 de junho | Itália     | 1 – 0     | Espanha | Waldstadion, Frankfurt                        |
| 20:15       | Vialli 73' | Relatório |         | Público: 51 790 Árbitro: SUE Erik Fredriksson |

| 17 de junho | Alemanha Ocidental | 2 – 0     | Espanha | Olympiastadion, Munique                     |
| 20:15       | Völler 29', 51'    | Relatório |         | Público: 72 308 Árbitro: FRA Michel Vautrot |

| 17 de junho | Itália                          | 2 – 0     | Dinamarca | Müngersdorfer Stadion, Colônia            |
| 20:15       | Altobelli 67' · De Agostini 87' | Relatório |           | Público: 53 951 Árbitro: SUI Bruno Galler |

### Grupo B
| Pos. | Seleção         | Pts | J | V | E | D | GP | GC | SG |
| ---- | --------------- | --- | - | - | - | - | -- | -- | -- |
| 1    | União Soviética | 5   | 3 | 2 | 1 | 0 | 5  | 2  | +3 |
| 2    | Países Baixos   | 4   | 3 | 2 | 0 | 1 | 4  | 2  | +2 |
| 3    | Irlanda         | 3   | 3 | 1 | 1 | 1 | 2  | 2  | 0  |
| 4    | Inglaterra      | 0   | 3 | 0 | 0 | 3 | 2  | 7  | −5 |

| 12 de junho | Inglaterra | 0 – 1     | Irlanda     | Neckarstadion, Estugarda          |
| 15:30       |            | Relatório | Houghton 6' | Público: 51 573 Árbitro: Kirschen |

| 12 de junho | Países Baixos | 0 – 1     | União Soviética | Müngersdorfer Stadion, Cologne        |
| 20:15       |               | Relatório | Rácz 52'        | Público: 60 000 Árbitro: Dieter Pauly |

| 15 de junho | Inglaterra | 1 – 3     | Países Baixos          | Rheinstadion, Dusseldorf               |
| 17:15       | Robson 53' | Relatório | van Basten 44' 71' 75' | Público: 63 940 Árbitro: Paolo Casarin |

| 15 de junho | Irlanda    | 1 – 1     | União Soviética | Niedersachsenstadion, Hanover                   |
| 20:15       | Whelan 38' | Relatório | Protasov 74'    | Público: 38 308 Árbitro: Emilio Soriano Aladren |

| 18 de junho | Inglaterra | 1 – 3     | União Soviética                                 | Waldstadion, Frankfurt                        |
| 15:30       | Adams 16'  | Relatório | Aleynikaw 3' · Mikhailichenko 28' · Pasulco 73' | Público: 53 000 Árbitro: José Rosa dos Santos |

| 18 de junho | Irlanda | 0 – 1     | Países Baixos | Parkstadion, Gelsenkirchen               |
| 15:30       |         | Relatório | Kieft 82'     | Público: 60 800 Árbitro: Horst Brummeier |

## Fase final
|  | Semifinal               | Semifinal       |   |  | Final                 | Final |  |
|  |                         |                 |   |  |                       |       |  |
|  | 21 de Junho – Hamburg   |                 |   |  |                       |       |  |
|  | Alemanha Ocidental      | 1               |   |  |                       |       |  |
|  | Países Baixos           | 2               |   |  |                       |       |  |
|  |                         |                 |   |  |                       |       |  |
|  |                         |                 |   |  | 25 de Junho – Munique |       |  |
|  |                         |                 |   |  | Países Baixos         | 2     |  |
|  |                         | União Soviética | 0 |  |                       |       |  |
|  |                         |                 |   |  |                       |       |  |
|  |                         |                 |   |  |                       |       |  |
|  |                         |                 |   |  |                       |       |  |
|  | 22 de Junho – Estugarda |                 |   |  |                       |       |  |
|  | Itália                  | 0               |   |  |                       |       |  |
|  | União Soviética         | 2               |   |  |                       |       |  |

### Semi-finais
| 21 de junho de 1988 | Alemanha Ocidental  | 1 – 2     | Países Baixos                         | Volksparkstadion, Hamburgo             |
| 20:15               | Matthäus 55' (pen.) | Relatório | R. Koeman 74' (pen.) · Van Basten 88' | Público: 61 330 Árbitro: ROM Ioan Igna |

| 22 de junho de 1988 | União Soviética                | 2 – 0     | Itália | Neckarstadion, Estugarda                   |
| 20:15               | Lytovchenko 58' · Protasov 62' | Relatório |        | Público: 61 606 Árbitro: BEL Alexis Ponnet |

### Final
| 25 de junho de 1988 | União Soviética | 0 – 2     | Países Baixos               | Olympiastadion, Munique                     |
| 15:30               |                 | Relatório | Gullit 32' · Van Basten 54' | Público: 72 308 Árbitro: FRA Michel Vautrot |

## Premiações
| Campeonato Europeu de Futebol de 1988 |
| Países Baixos                         |
| ------------------------------------- |
| PAÍSES BAIXOS Campeão (1º título)     |

### Equipe do torneio
De acordo com a UEFA, os melhores jogadores do Euro 1988 foram:
| Goleiro            | Defesas                                                     | Meias                                                     | Atacantes                        |
| ------------------ | ----------------------------------------------------------- | --------------------------------------------------------- | -------------------------------- |
| Hans van Breukelen | Giuseppe Bergomi Ronald Koeman Frank Rijkaard Paolo Maldini | Giuseppe Giannini Lothar Matthäus Jan Wouters Ruud Gullit | Gianluca Vialli Marco van Basten |

## Estatísticas

### Artilharia
5 gols
- NED Marco van Basten

2 gols
- URS Oleg Protasov
- FRG Rudi Völler

1 gol
| - DEN Michael Laudrup - DEN Flemming Povlsen - ENG Tony Adams - ENG Bryan Robson - ITA Alessandro Altobelli - ITA Luigi De Agostini - ITA Roberto Mancini - ITA Gianluca Vialli - NED Ruud Gullit | - NED Wim Kieft - NED Ronald Koeman - IRL Ray Houghton - IRL Ronnie Whelan - URS Sergey Aleynikov - URS Gennadiy Litovchenko - URS Alexei Mikhailichenko - URS Viktor Pasulko | - URS Vasiliy Rats - ESP Emilio Butragueño - ESP Rafael Gordillo - ESP Míchel - FRG Andreas Brehme - FRG Jürgen Klinsmann - FRG Lothar Matthäus - FRG Olaf Thon |